# Koude Gat (Groningen)
Het Koude Gat is een straatje tussen de Herestraat en de Vismarkt in de Nederlandse stad Groningen. Hoewel het volgens de gemeente geen officiële naam zou zijn weet iedere stadjer waar het Koude Gat ligt. Het huidige Koude Gat stond tot in de 17e eeuw bekend als het Grote Koude Gat, even naar het noorden lag het Kleine Koude Gat, tegenwoordig bekend als Tussen Beide Markten.  Tussen beide "Koude Gatten" loopt het Tingtangstraatje. Zie ook de plattegrond van Haubois.
De meest gebruikelijke verklaring voor de naam is dat gat staat voor straat, vergelijkbaar met jat zoals in de Oude Kijk in 't Jatstraat. Het Nieuw Groninger Woordenboek uit 1929 meldt over ’t Kôlle Gat, dat "gat" afkomstig is van het Duitse Gasse; hetgeen "steeg" of straat betekent. Het koude kan verwijzen naar de koude zuidkant van de Vismarkt tegenover de warme Glènne Riepe.

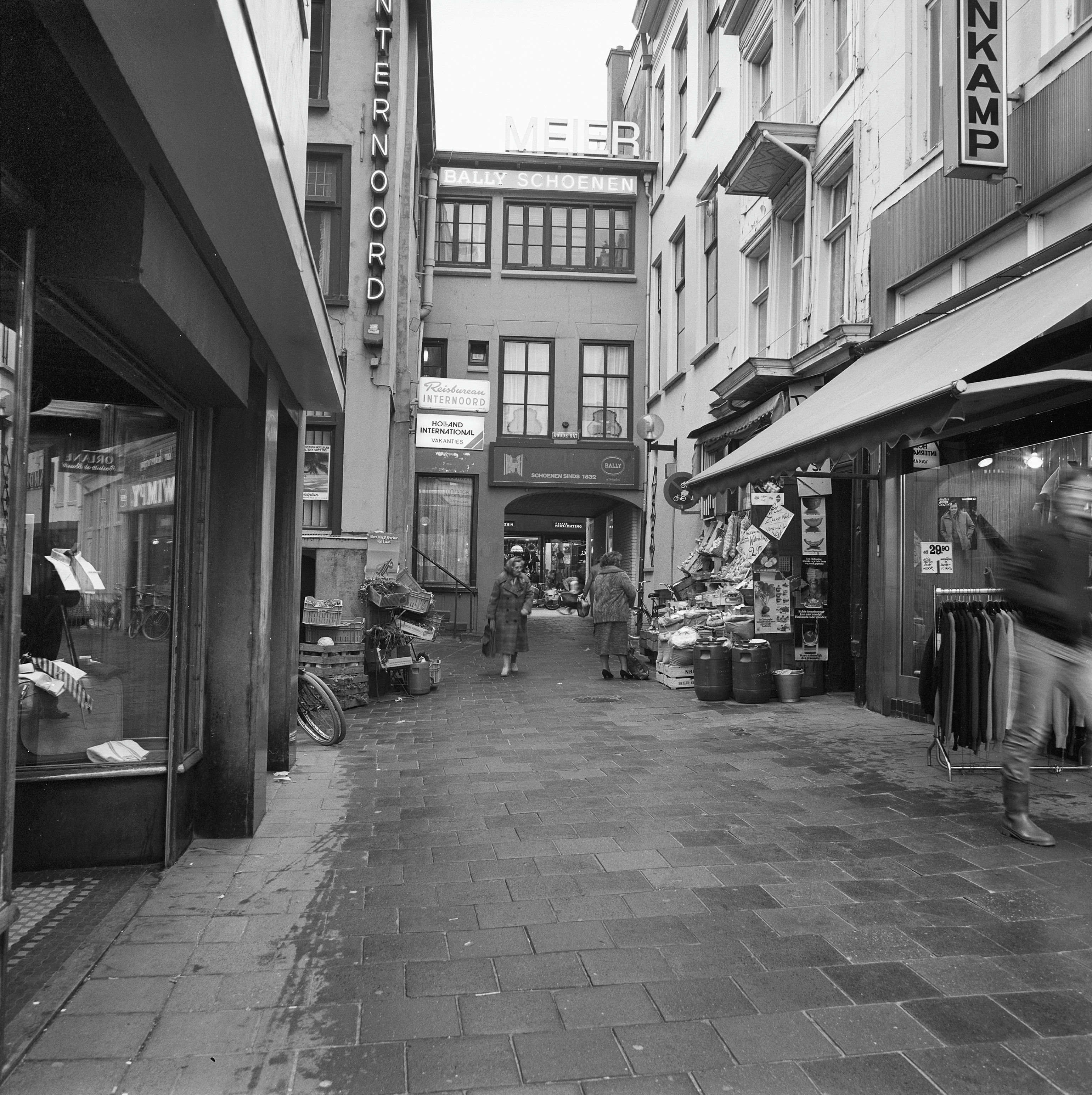
Vanaf de Vismarkt
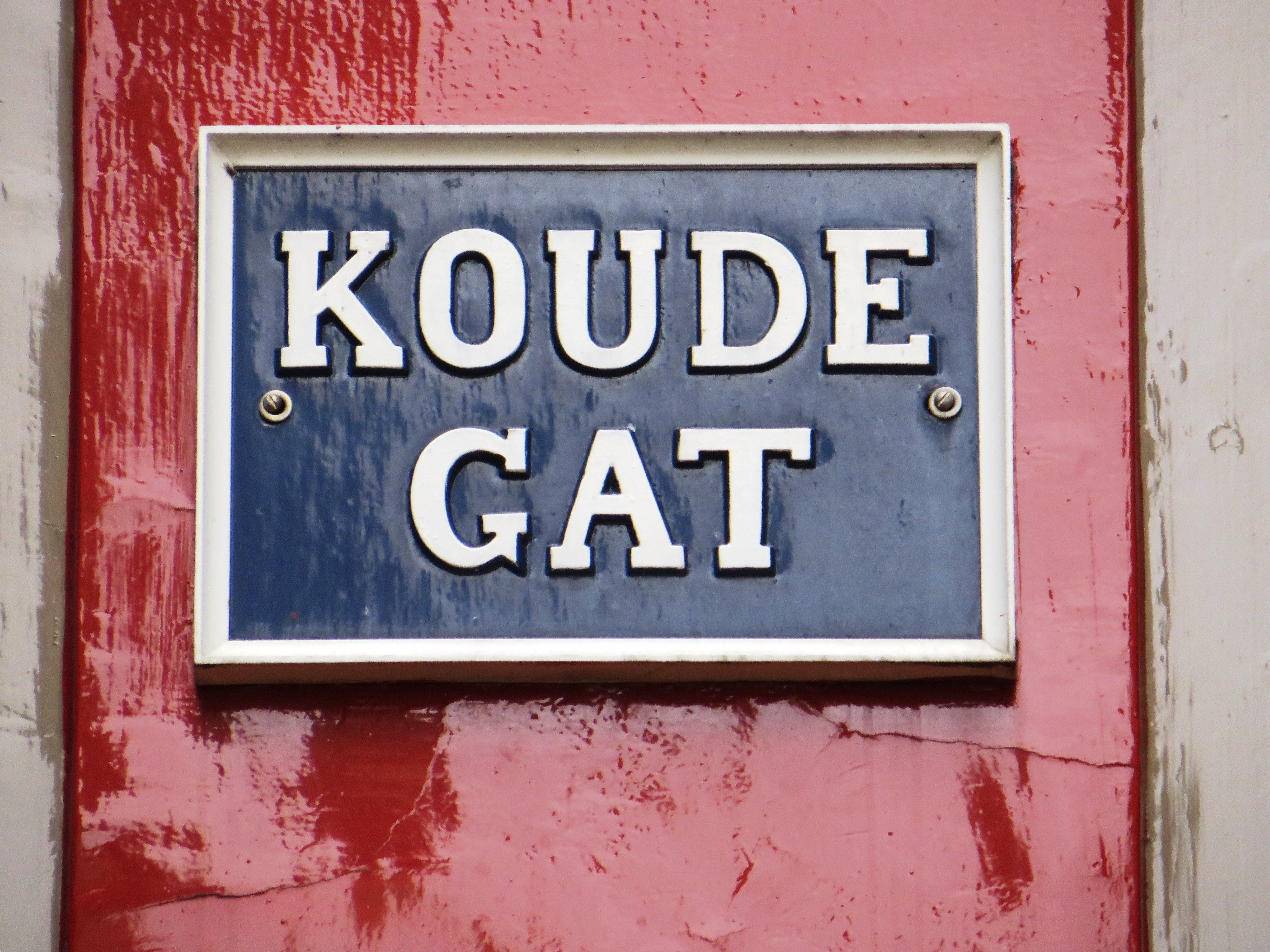
Dit is geen officieel naambordje
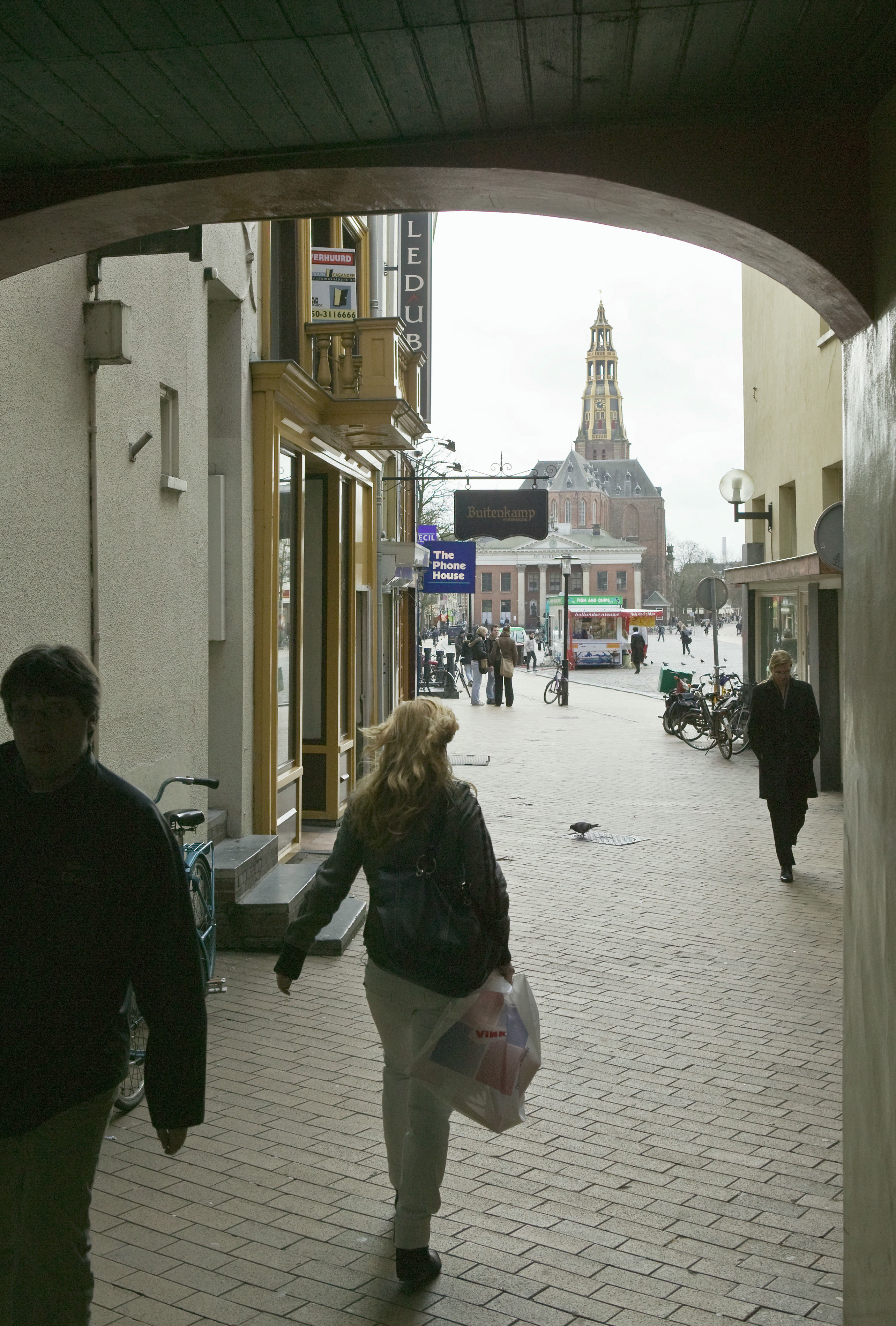
Zicht op de A-kerk

Achter de Muur · 
Akerkhof · 
Akerkstraat · 
Broerstraat · 
Brugstraat ·
Bruine Ruiterstraat ·
Burchtstraat · 
Butjesstraat ·
Carolieweg ·
Coehoornsingel · 
Donkersgang · 
Driften · 
Emmaplein · 
Folkingestraat · 
Folkingedwarsstraat ·
Ganzevoortsingel · 
Gasthuisstraatje ·
Gedempte Kattendiep ·
Gedempte Zuiderdiep ·
Gelkingestraat ·
Grote Kromme Elleboog ·
Grote Markt ·
Guldenstraat ·
Guyotplein ·
Haddingestraat ·
Haddingedwarsstraat ·
Hardewikerstraat ·
Hereplein · 
Herebinnensingel ·
Heresingel ·
Herestraat ·
Hoekstraat ·
Hofstraat ·
Hoge der A ·
Hoogstraatje ·
Jacobijnerstraat ·
Kleine der A ·
Kattenhage ·
Kleine Kromme Elleboog ·
't Klooster ·
Kostersgang ·
Koude Gat ·
Kreupelstraat ·
Kwinkenplein ·
De Laan ·
Lage der A ·
Lopende Diep ·
Lutkenieuwstraat ·
Marktstraat ·
Martinikerkhof ·
Munnekeholm ·
Muurstraat ·
Naberstraat ·
Nieuwe Boteringestraat ·
Nieuwe Ebbingestraat ·
Nieuwe Kerkhof ·
Nieuwe Kijk in 't Jatstraat ·
Nieuwe Markt ·
Nieuwstad ·
Noorderhaven ·
Oosterstraat ·
Ossenmarkt ·
Oude Boteringestraat ·
Oude Ebbingestraat ·
Oude Kijk in 't Jatstraat ·
Papengang ·
Pausgang · 
Pelsterstraat ·
Peperstraat ·
Poelestraat ·
Praediniussingel ·
Rademarkt ·
Radesingel ·
Reitemakersrijge ·
Rode Weeshuisstraat ·
Schoolstraat · 
Schoolholm · 
Schuitemakersstraat ·
Schuitendiep · 
Sieboldsgang · 
Singelstraat · 
Sint Jansstraat ·
Sint Walburgstraat ·
Spilsluizen ·
Stationsstraat ·
Steentilstraat ·
Stoeldraaierstraat · 
Torenstraat · 
Turfstraat ·
Turfsingel ·
Turftorenstraat ·
Ubbo Emmiussingel ·
Vismarkt ·
Visserstraat ·
Waagstraat ·
Zoutstraat ·
Zwanestraat